# Handels-Magazin
Das Handels-Magazin war eine deutsche Fachzeitschrift. Als Einkaufsblatt für den Handel, Wiederverkauf, Großverbraucher und Einkäufer hatte es einen Angebotsteil für Waren und Dienstleistungen.
Es erschien 14-täglich jeweils donnerstags im Patzer Verlag in Berlin-Hannover. Die Zeitung wurde bundesweit vertrieben und hatte eine Auflage von 30.000 Exemplaren. Das Handels-Magazin richtete sich seit seinem Erscheinen im Jahr 1907 unter dem Namen Pößnecker Handelsblatt an Groß-, Einzel- und Versandhändler.
Ergänzend zur Printausgabe gab es einen Online-Marktplatz, der Unternehmen die Möglichkeit bot, ihre Produkte ins Internet zu stellen.

## Weblink
- Handels-magazin